# Chiesa di San Saturnino (Pamplona)
La chiesa di San Saturnino (in spagnolo Iglesia de San Saturnino, in basco San Zernin eliza) è un luogo di culto cattolico del comune spagnolo di Pamplona nella comunità autonoma di Navarra. Posta sul Camino Francés, uno dei rami del Cammino di Santiago di Compostela, la sua costruzione risale al XIII secolo. La chiesa ha dignità parrocchiale e dall'11 settembre 1995 in Spagna è considerata un Bien de Interés Cultural.

## Storia

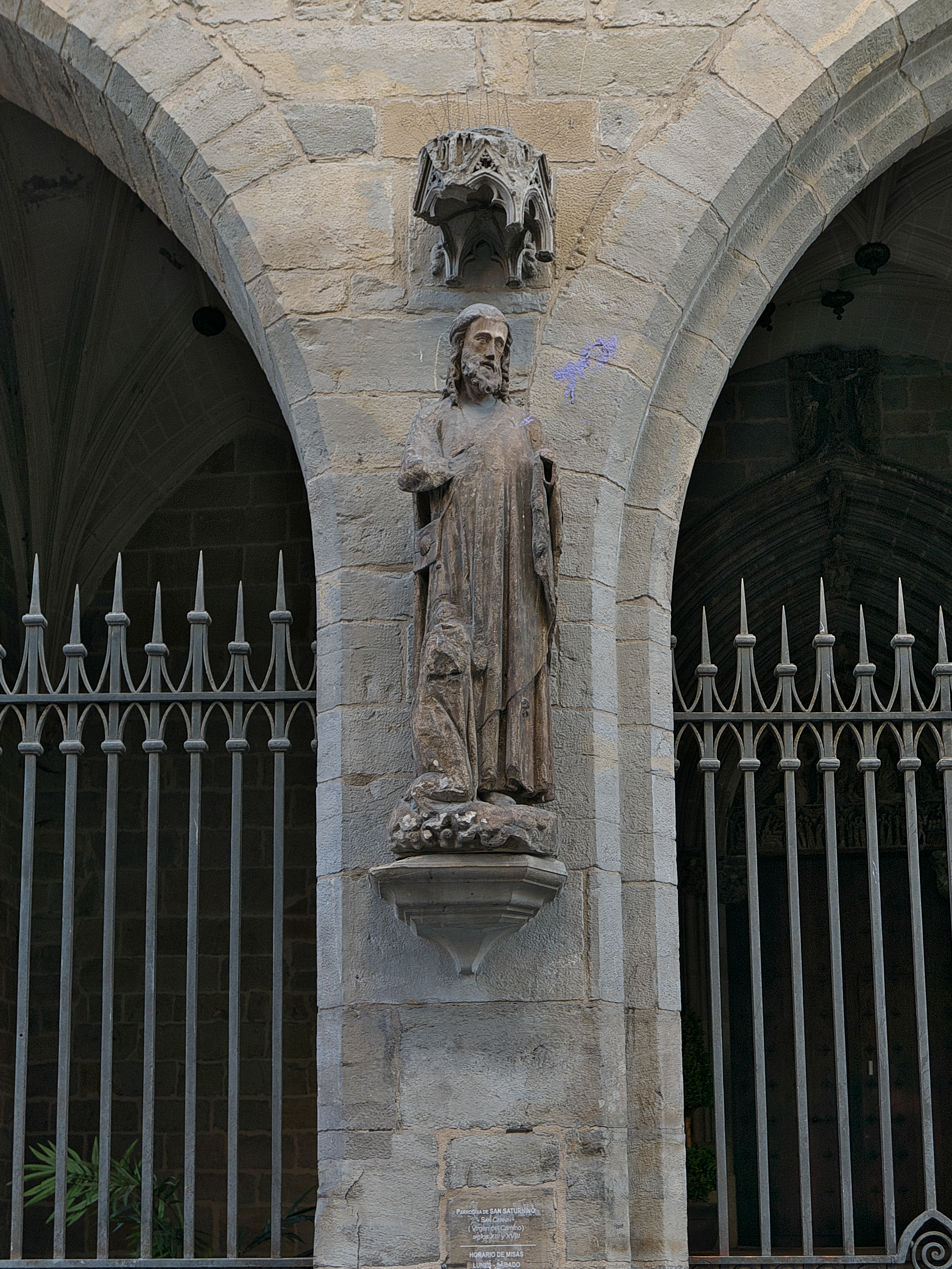
Statua raffigurante Santiago sulla facciata, nel portico.

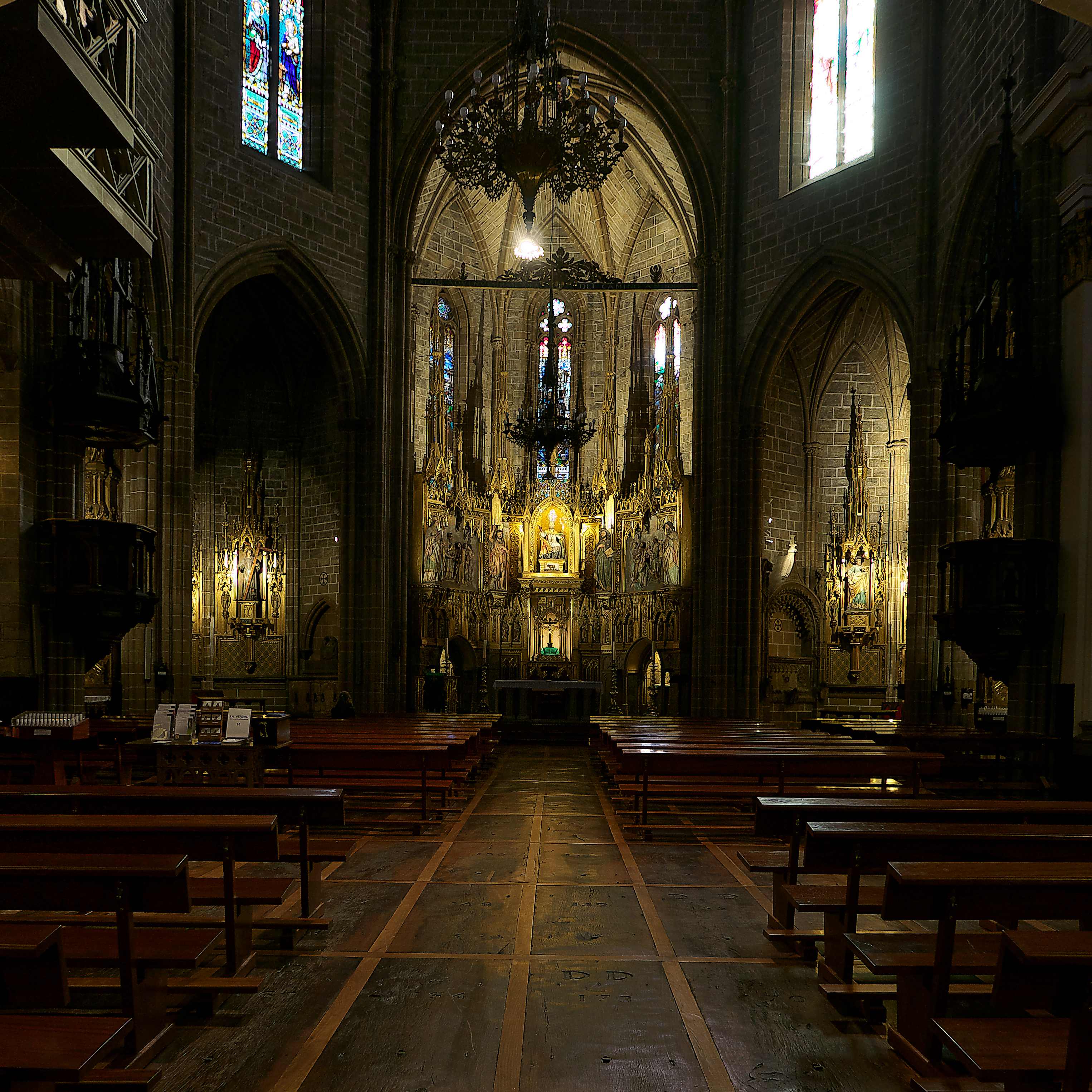
Interno

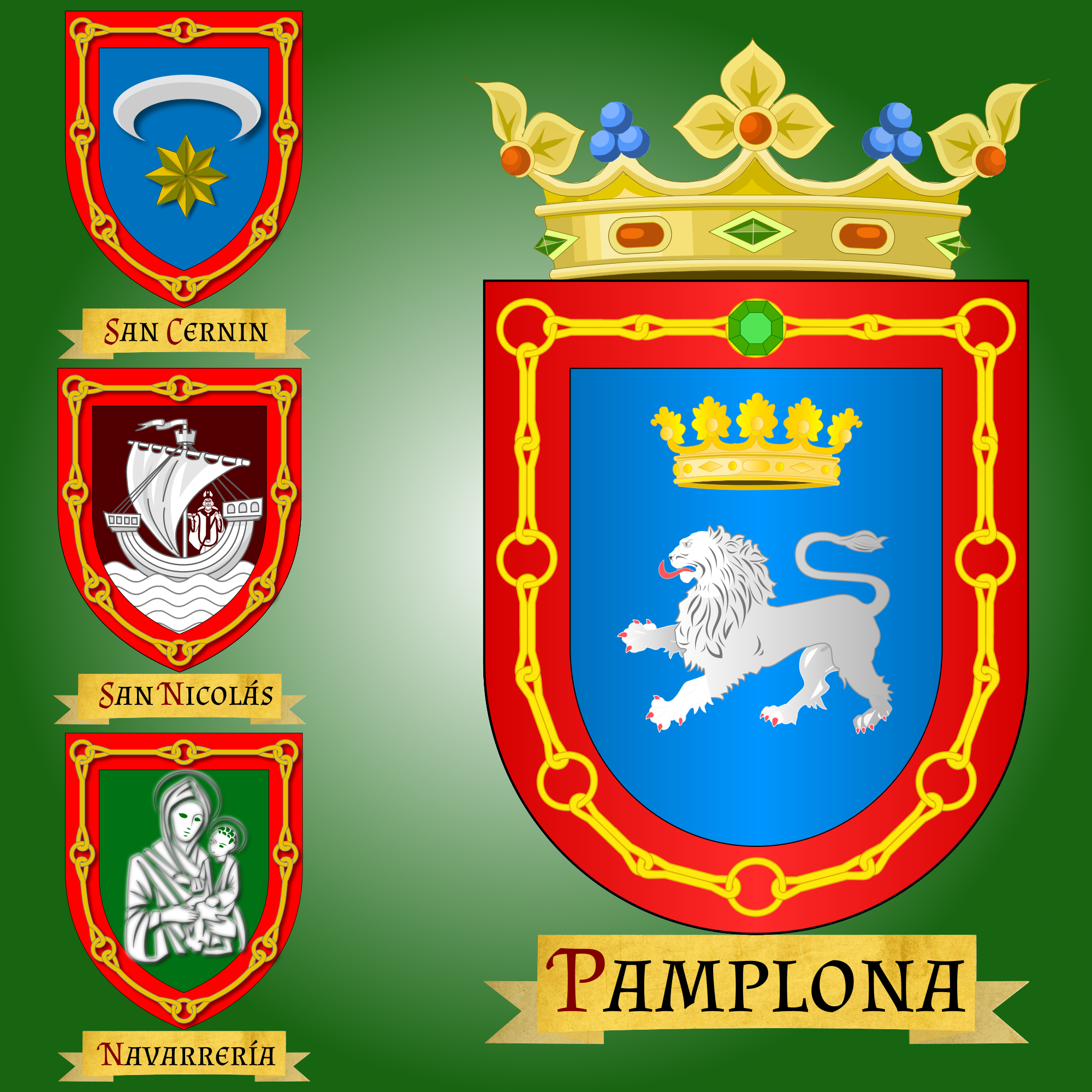
Stemma della città di Pamplona con gli stemmi dei tre antichi borghi cittadini: San Cernin, San Nicolás e Navarrería

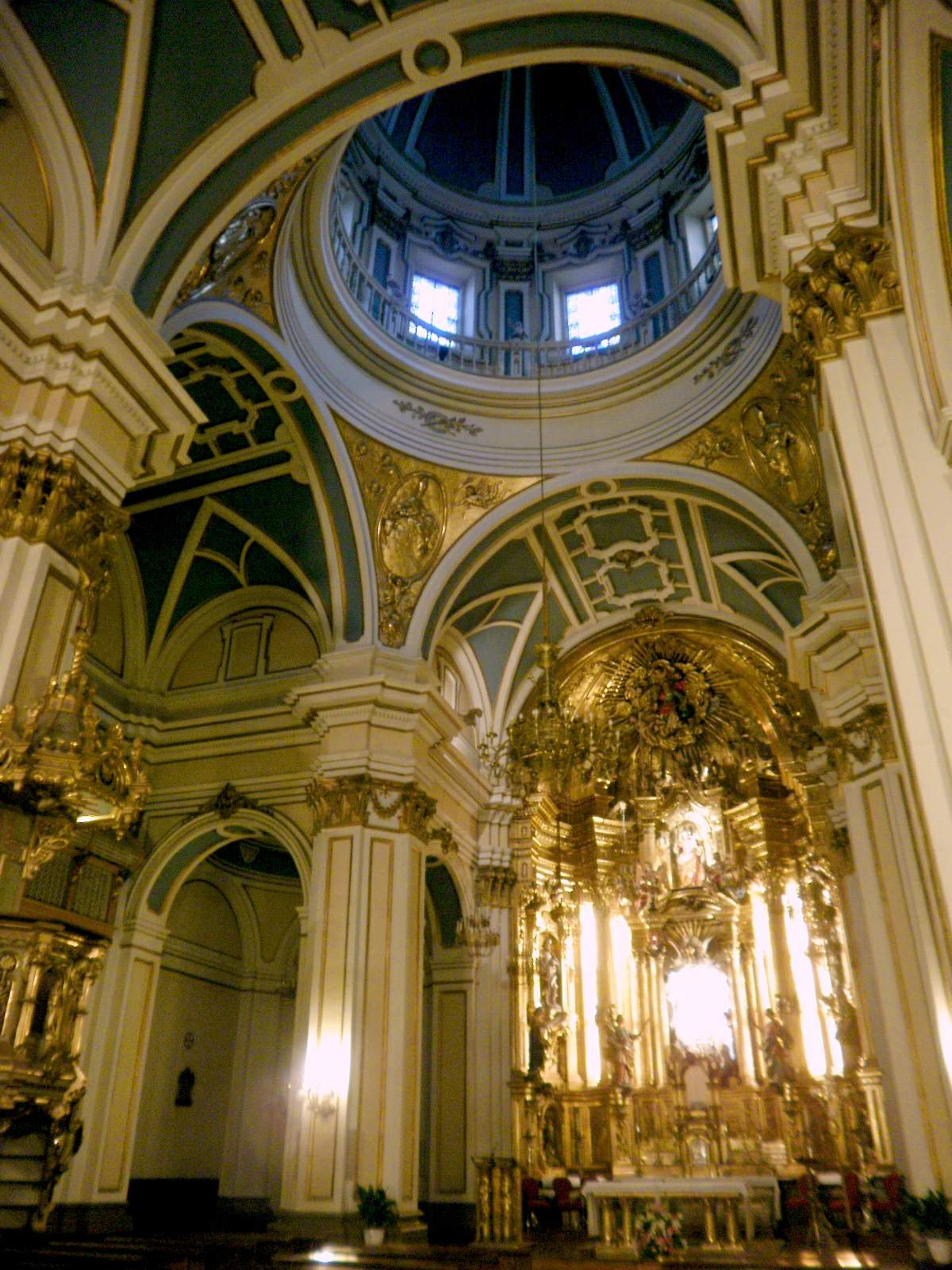
Cappella della Vergine del Camino

Il primo luogo di culto edificato sul sito era di un periodo antecedente al XII secolo quando venne sostituito da una chiesa romanica che a sua volta fu sostituita da quella che ci è pervenuta, costruita nel XIII secolo in stile gotico. La chiesa era stata pensata non solo per la sua funzione religiosa ma anche come fortezza difensiva per la popolazione di Cernin, uno dei tre antichi borghi poi quartieri del centro storico di Pamplona. Questo borgo era principalmente francese e si trovava spesso in lotta con gli altri di San Nicolás e Navarrería quindi ebbe una struttura robusta e le sue torri furono dotate di merlatura per la sua difesa. Sino al XVII secolo la chiesa aveva anche un chiostro. La torre costruita nel 1499 dotata di un orologio viene utilizzata per dare il via alla tipica corsa dei tori della festa di san Firmino.

## Descrizione

### Esterni
La chiesa si trova in calle San Saturnino nel centro storico cittadino. La struttura è caratterizzata della torri anticamente anche difensive, dal portico arricchito di sculture gotiche come quella raffigurante Santiago. Davanti alla facciata si trova il pozzo dove, secondo tradizione, san Saturnino battezzò san Firmino.

### Interni
L'interno è gotico con un'unica ampia navata e con varie cappelle laterali. Una di queste è dedicata alla Vergine del Camino, patrona  della città. Il presbiterio ha forma poligonale.